# Condado de Stephens (Oklahoma)
O Condado de Stephens é um dos 77 condados do estado americano do Oklahoma. A sede do condado é Duncan, que é também a sua maior cidade.
O condado tem uma área de 2308 km² (dos quais 44 km² estão cobertos por água), uma população de 43 182 habitantes, e uma densidade populacional de 19 hab/km² (segundo o censo nacional de 2000). O condado foi fundado em 1907 e o seu nome é uma homenagem a John Hall Stephens (1847-1924), membro da Câmara dos Representantes dos Estados Unidos pelo Texas, partidário do estabelecimento de Oklahoma como estado.